# Адам Ант
Стю́арт Ле́сли Го́ддард (Stuart Leslie Goddard; 3 ноября 1954, Лондон), более известный как А́дам Ант (англ. Adam Ant) — британский рок-музыкант и певец, первую известность получивший как фронтмен группы новой волны Adam and the Ants. После распада группы в 1982 году Адам Ант начал успешную сольную карьеру, приобрёл известность как актёр театра и кино.

## Биография
Стюарт Годдард родился 3 ноября 1954 года в Лондоне, в районе Марилебон. Семья жила в двухкомнатной квартире в домах де Уолдена района Сент-Джонз Вудс, — как вспоминал он сам, бедно, но не в нищете. «Мы не роскошествововали, но еда на столе была всегда. Если семья и переживала трудные времена, то от меня это успешно скрывалось», — вспоминал Адам Ант. Его отец, Лесли Годдард, работал шофёром, мать, Кэтлин Смит, вышивальщицей у модельера Нормана Хартнелла. Родители развелись, когда Стюарту было семь лет; основной причиной был хронический алкоголизм Лесли и его грубость по отношению к членам семьи.
Чтобы поддержать семейный бюджет, мать работала уборщицей. Недолгое время она прислуживала Полу Маккартни, и юный Годдард бывал в доме музыканта после уроков.

### Учёба
Стюарт поступил в начальную школу Робинсфилд (англ. Robinsfield Primary), где тут же обратил на себя внимание, кирпичом разбив стекло в окне часовни. Скандал, однако, был улажен и обошёлся без последствий. По завершении обучения здесь Стюарт перешёл в среднюю школу Сент-Марилебон (англ. St Marylebone Grammar School), где в какой-то момент был даже назначен школьным префектом.
В школе основными предметами Стюарта история, французский и история искусств. Здесь же у него впервые проявилась страсть к рисованию и живописи. Вскоре, отказавшись от французских классов, он посвятил себя изучению искусств полностью. Успешно сдав экзамены, Стюарт поступил в известный художественный колледж Хорсни при Мидлсекском университете (англ. Hornsey College of Art) на факультет графического дизайна. Помимо Питера Уэбба (который вёл здесь курс эротического искусства), сильное влияние на него оказал Аллен Джонс. Колледж он так и не закончил, предпочтя музыкальную карьеру.

### Начало музыкальной карьеры
В Лондоне в начале 1970-х годов существовала группа Bazooka Joe (названная так в честь комиксового героя и разновидности жевательной резинки), где играл один из школьных товарищей Годдарда по имени Денни; вскоре сюда пришёл и он сам — в качестве бас-гитариста. Как и остальные участники Bazooka Joe, Стюарт постоянно менял имя (одно время он называл себя Eddie Riff). Здесь же он впервые стал пробовать себя в роли автора песен. Группа находилась под явным влиянием Элиса Купера и её концерты становились все более необычными: на сцене музыканты всеми способами пугали публику: изображали сердечные приступы, организовывали междоусобные потасовки и использовали много искусственной «крови». В ноябре 1975 года на концерте в колледже Св. Мартина Адам в первом отделении концерта Bazooka Joe выступили The Sex Pistols.
Вскоре Стюарт утратил интерес к роли всего лишь бас-гитариста и образовал собственный коллектив The B-sides, где стал фронтменом в полном смысле этого слова. B-Sides много репетировали, но не давали концертов, поскольку не имели собственного барабанщика. Зато это был плодотворный период для Годдарда-автора: многие из созданных им тогда песен вошли в его будущий репертуар. Тогда же он остановился на постоянном псевдониме — Адам Ант. Его первая часть имела прямое отношение к одноимённому библейскому персонажу Адаму, вторая — косвенное отношение к The Beatles.

### Женитьба и развод
Летом 1975 года Адам женился на Кэрол Миллс, девушке, с которой познакомился в колледже Хорнси, и поселился в Масуэлл-хилл, в доме её родителей. Позже сам он признавался, что в этот момент начал вести двойную жизнь. Дома был образцовым мужем; Кэрол была так счастлива, что сама взяла псевдоним — Ева Миллс. При этом он втайне работал над эссе о фетишизме, подрабатывал иллюстратором (в эротическом жанре) и играл в рок-группе.
Постепенно в поведении Адама стали наблюдаться странности. Он перестал общаться с друзьями и почти отказался от пищи (позже врачи диагностировали нервную анорексию). В какой-то момент (возможно, случайно) он принял несколько таблеток сразу; произошла передозировка, которую расценили как попытку самоубийства. Адам оказался в психиатрической клинике. Выписавшись, он предложил Еве развод. Позже в интервью Говарду Стерну Адам Ант говорил, что жить в доме жены ему было психологически невыносимо, но, как ни странно, и после развода он продолжал жить там. В это время он заметно изменил внешность, стал носить бандаж; бывшие учителя и даже знакомые перестали его узнавать.

### Adam and the Ants
В 1977 году под впечатлением от выступления Siouxsie and the Banshees в лондонском клубе Vortex (Ковент Гарден) Адам образовал Adam and the Ants. Свой первый концерт группа дала 10 мая 1977 года в кафетерии ICA, а вскоре стала частью стремительно набиравшей силу лондонской панк-сцены.
Примерно в это время Адам познакомился с Джордан — девушкой, работавшей в магазине SEX Малкольма Макларена. Побывав на концерте Adam & the Ants в клубе Man in the Moon, та предложила себя на роль менеджера группы и вскоре стала принимать активное участие в организации сценических постановок и создании нового материала (в частности, она пела «Lou» из раннего репертуара группы).
Именно Джордан обеспечила Адаму роль персонажа по имени The Kid в фильме Дерека Джармена «Юбилей», в звуковую дорожку к которому вошли песни «Deutscher Girls» и «Plastic Surgery». Она же помогла Адаму аранжировать и записать 4 трека для демо-плёнки, отправленной Джону Пилу. Несмотря на безоговорочную поддержку последнего, группа оставалась в негласном «чёрном списке» британской прессы (которая по каким-то причинам подозревала в ней нацистские устремления).
Новый поворот в карьере Анта произошёл, когда Джордан познакомила его с Маклареном, который тут же согласился стать менеджером Адама — за 1000 фунтов в неделю. Именно Макларен предложил Adam and the Ants переписать все аранжировки с использованием «бурунди-бита» и двух ударных установок, а кроме того, придумал для музыкантов красочный пиратско-индейский имидж. Две недели спустя Малкольм в своём подопечном внезапно разочаровался: заявил, что Адам «слишком стар», не умеет танцевать и — переманил остальных музыкантов в свой новый проект Bow Wow Wow. Несмотря на это Адам продолжал отзываться о Макларене с теплотой, признавая, что именно тот указал ему путь к успеху.
В ноябре 1979 года Adam and the Ants выпустили дебютный альбом Dirk Wears White Sox, но уже к февралю 1980-го Адам остался без музыкантов. Сохранив за собой право на название, он пригласил к сотрудничеству гитариста Марко Пиррони и создал с ним авторский дуэт, который вскоре доказал свою полную состоятельность, а в ретроспективе и прочность (оба продолжают сотрудничать по сей день).
Под влиянием идей Макларена Адам назвал свой стиль «Antmusic» и заявил, что намерен сформировать для себя собственную аудиторию, а не потакать чьим-то установившимся вкусам. К Адаму и Марко присоединились Крис Хьюз (он же Меррик) и Джон Мосс. Новый состав перезаписал «Car Trouble», выпустив песню синглом, подписал контракт с CBS и выпустил прорывной второй альбом Kings of the Wild Frontier. С ним и с синглами «Dog Eat Dog», «Antmusic» и «Kings of the Wild Frontier» группа тут же вошла в британские чарты, мгновенно став главной сенсацией года. Большой успех имела и серия красочных, мастерски отрежиссированных видеоклипов, где дух движения «новых романтиков» начала 1980-х несколько иронически перекликался с костюмированными маскарадами стилизованными под эпоху европейского романтизма.
Адам Ант стал завсегдатаем страниц подросткового журнала Smash Hits, из экс-панка с садомазохистским имиджем превратившись в тин-идола. Успех в Америке давался труднее, но и там в 1981 году Adam and the Ants получили Грэмми в номинации «Лучший новый исполнитель». Последовал второй альбом Prince Charming (с хитами «Stand and Deliver» и «Prince Charming») и большой тур Prince Charming Revue, имевший в Британии огромный успех. Именно в этот момент Адам обвинил участников группы в том, что у тех «иссяк энтузиазм» и с этого времени продолжал выступать соло, сохранив Марко Пиррони в качестве соавтора, прежнюю аудиторию и поначалу примерно тот же уровень чарт-достижений.

### Сольная карьера
В 1982 году, ещё до распада группы, Ант начал успешную сольную карьеру, выпустив хит-сингл «Goody Two Shoes» (#1, 1982) и альбом Friend or Foe (1982), вторым синглом из которого вышел заглавный трек. Два следующих альбома Адама Анта — Strip (1983; записан с Филом Коллинзом и Ричардом Берджессом в Стокгольме) и Vive Le Rock (1985, продюсер — Тони Висконти) — имели умеренный успех. В песне Strip можно расслышать голос одной из певиц прославленного шведского коллектива  ABBA - Фриды. Но ни на сингле, ни в альбоме нет об этом указаний.
В середине 1980-х годов Адам Ант отправился в США, где занялся профессиональной актёрской деятельностью на театральной сцене. Кроме того, он снялся в телепрограммах и телесериалах «The Equalizer», «Sledgehammer», «Northern Exposure», «Tales from the Crypt», а также в нескольких фильмах («Nomads», «Slamdance» и др.).
Затем последовало возвращение к музыке — с синглом «Room at the Top» (из альбома Manners & Physique). В следующий раз Ант появился в чартах через пять лет с альбомом Wonderful (заглавный трек которого стал хит-синглом). Его группа (в составе которой вновь оказался Марко Пиррони) отправилась в США, где провела успешное турне, выступая в небольших концертных залах. Тем временем в Англии выросло поколение музыкантов, воспитывавшихся на наследии Adam & the Ants: в числе исполнителей, сделавших в 90-е годы каверы на их композиции, были Elastica, Sugar Ray, Nine Inch Nails, Superchunk и Робби Уильямс.
В 2000 году вышел ретроспективный Antbox (66 треков на трёх компактах): начальный 10-тысячный тираж был распродан мгновенно. В 2003 году бокс-сет был перевыпущен в новом формате и вновь стал бестселлером.
21 января 2008 года вышел DVD Ant Muzak с тремя короткометражными фильмами («Ant Muzak», «Blake’s Junction 7» и «World of Wrestling»: сценарист — Тим Плестлер, режиссёр — Бен Грегор) и 55 минутами бонусного материала.

## Музыкальные вкусы
В интервью 2006 года по случаю выхода в свет его автобиографической книги Stand and Deliver: The Autobiography Адам Ант назвал любимой группой всех времён Roxy Music. Однако спектр его музыкальных интересов широк: по его собственному признанию, он вырос на музыке Дэвида Боуи, Игги Попа, T-Rex, Элиса Купера, Mott the Hoople, во времена Adam and the Ants слушал ранний рок-н-ролл и рокабилли, был период, когда он увлекался джазом и музыкой 1930-х и 1940-х годов, а в начале 2000-х годов много слушал Боба Марли, Моррисси, Babyshambles, Placebo, Kasabian.

## Личная жизнь
Проблемы со здоровьем
В 2002 году Адам был арестован после того, как ворвался в лондонский паб с (ненастоящим) револьвером, угрожая человеку, который его преследовал. Диагноз: «биполярное аффективное расстройство» привёл его в психиатрическую клинику.

## Дискография

### Adam and the Ants
- Dirk Wears White Sox (1979)
- Kings of the Wild Frontier (1980)
- Prince Charming (1982)

### Сольные альбомы
- Friend or Foe (1982)
- Strip (1983)
- Vive Le Rock (1985)
- Manners and Physique (1990)
- Wonderful (1995)
- Adam Ant Is The Blueblack Hussar In Marrying The Gunner’s Daughter (2013)

## Фильмография
- 1977 — Jubilee
- 1986 — Nomads
- 1987 — Slamdance
- 1987 — Cold Steel
- 1988 — World Gone Wild
- 1988 — Out of Time
- 1991 — Sunset Heat (aka Midnight Heat)
- 1991 — Spellcaster
- 1993 — Hall of Mirrors
- 1993 — Love Bites
- 1993 — Acting on Impulse (aka Eyes of a Stranger)
- 1994 — Desert Wind
- 1995 — Cyber Bandits… (aka A Sailor’s Tattoo)
- 1996 — Drop Dead Rock
- 1996 — Lover’s Knot
- 1996 — Face Down
- 2003 — Junk

## Награды
- 1982 — BRIT Awards — Best selling album (Kings of the Wild Frontier), Grammy Award (Best New Artist).
- 1982 — MTV Music Awards: The sexiest man in America